# COROT-27b
CoRoT-27b es el primer planeta descubierto por la misión CoRoT que pertenece al sistema de la estrella CoRoT-27.